# Super 2000

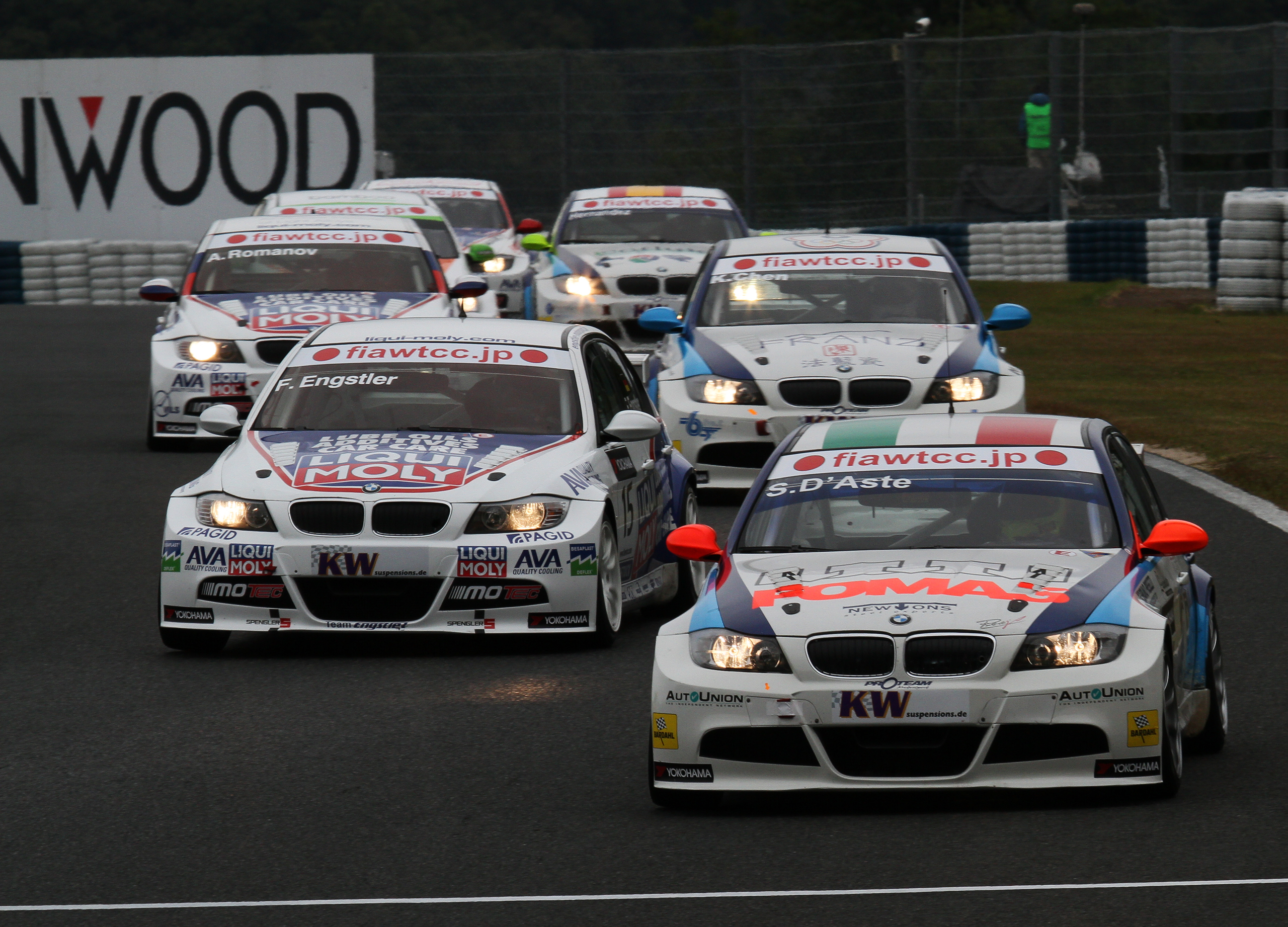
Flertalet BMW 320si E90 i World Touring Car Championship på Okayama International Circuit 2010.

Super 2000, förkortas S2000, är en av FIA sanktionerad klass inom bilsporten. Klassen finns både inom rally och standardvagnsracing.

## Specifikationer
- Bilen måste härstamma från en bil som finns att köpa på marknaden och minst 2 500 bilar måste vara tillverkade det senaste året.
- Högst 2-litersmotorer (2 000 cc)
- Rally: Max 8 500 varv/minut. Standardvagnsracing: Max 8 500 varv/minut med fyra cylindrar, 8 750 varv/minut med fem cylindrar och 9 000 varv/minut med sex cylindrar.
- Fyrhjulsdrift är tillåten i rally, men inte i standardvagnsracing.
- Sexväxlad sekventiell växellåda eller femväxlad H-låda.
- McPherson-fjädring fram och bak.
- Inga elektroniska hjälpmedel för förarna är tillåtna.
- Bilen måste kosta mindre än €168,000.

## Standardvagnsracing

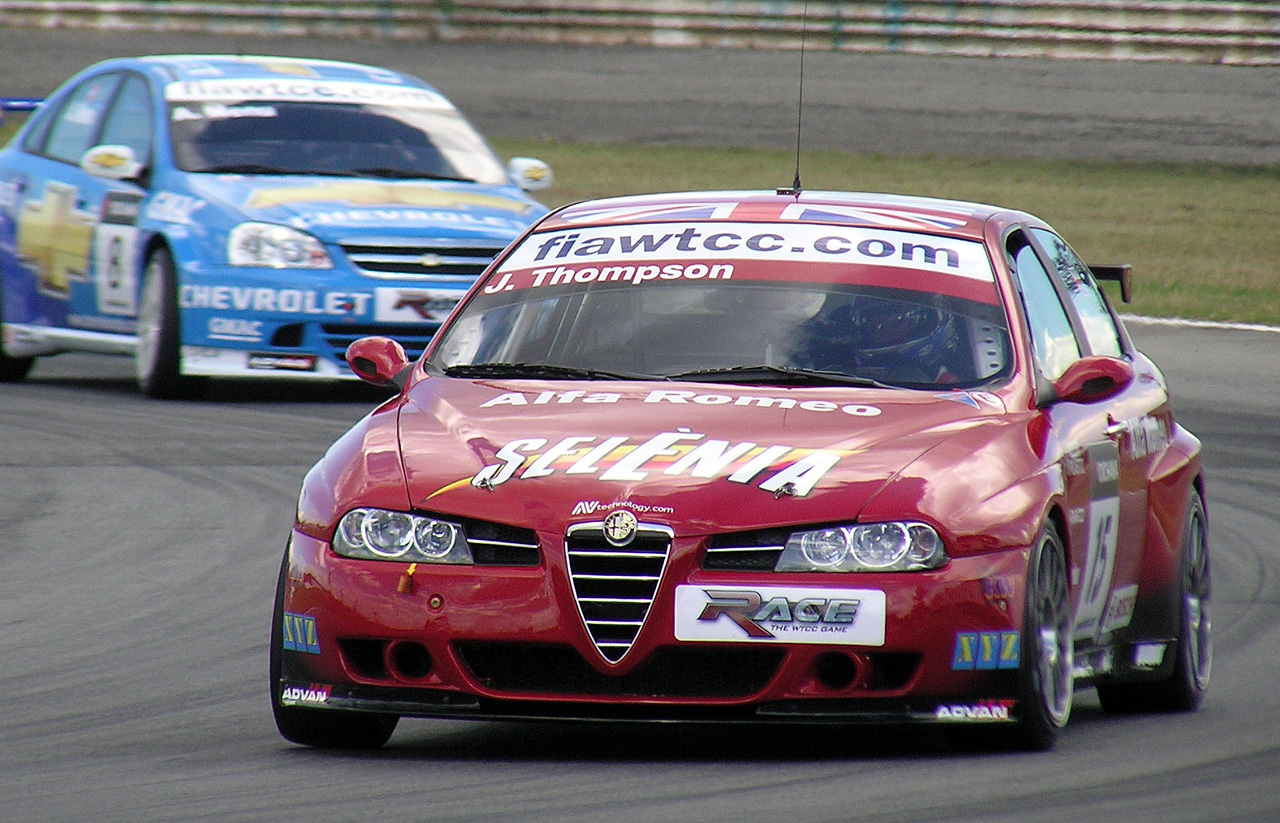
Alfa Romeo 156 GTA i World Touring Car Championship 2007.

### Super 2000-bilar som används
- Alfa Romeo 156
- Audi A4
- BMW 320i E46
- BMW 320si E90
- Chevrolet Lacetti
- Chevrolet Cruze
- Ford Focus ST170
- Ford Focus ST
- Honda Accord Euro R
- Honda Civic Type-R
- Lada 110
- Lada Priora
- Lexus IS200
- Mercedes C200
- Peugeot 307
- Peugeot 407
- SEAT Toledo
- SEAT León TFSI
- Toyota Auris
- Toyota Corolla T-Sport
- Vauxhall Vectra
- Volkswagen Scirocco
- Volkswagen Golf
- Volvo C30
- Volvo S60

### Serier
Serier som använder Super 2000-bilar:
- ADAC Procar
- British Touring Car Championship
- Dominican Touring Series
- European Touring Car Cup
- Russian Touring Car Championship
- Scandinavian Touring Car Championship
- World Touring Car Championship

## Rally

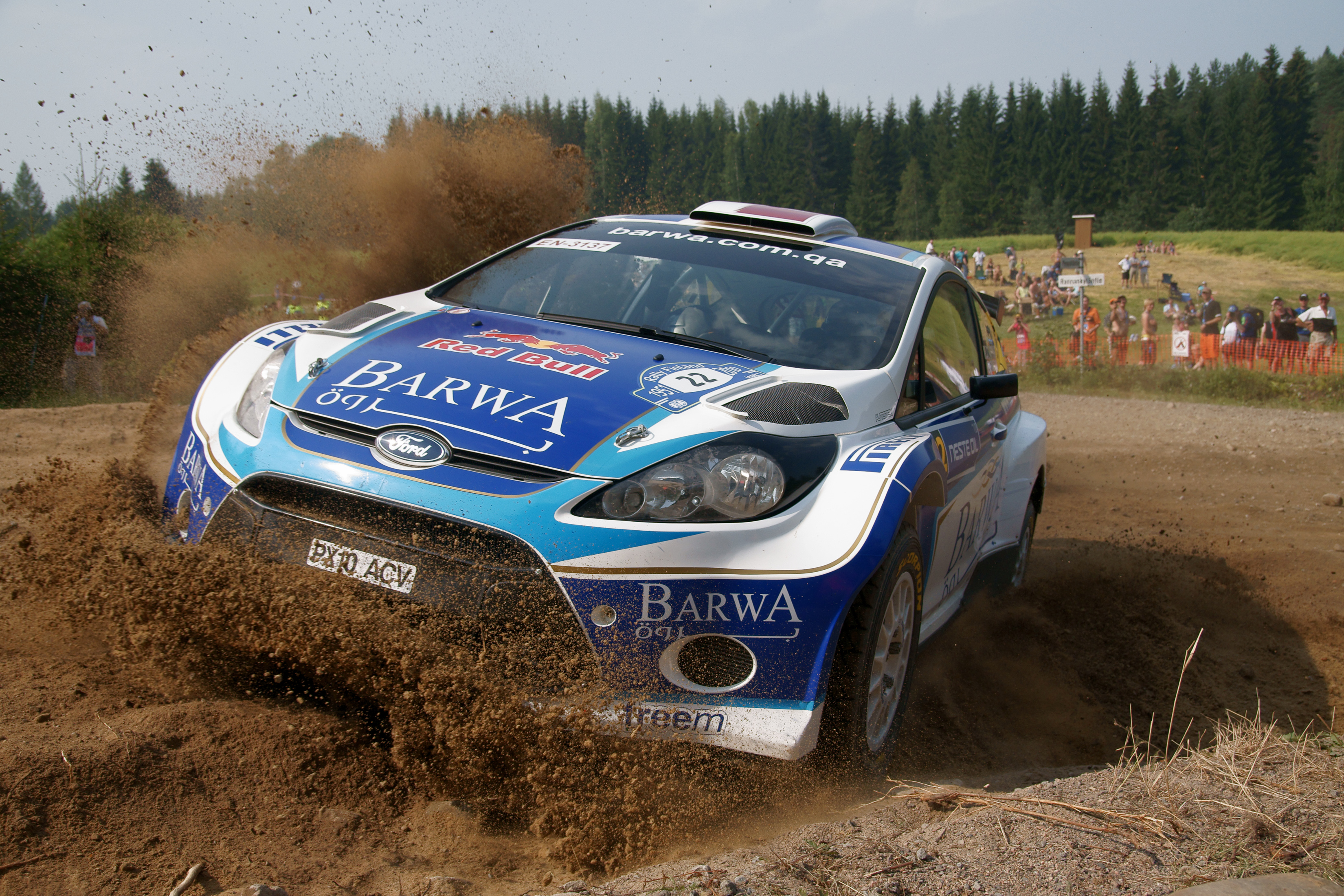
Nasser Al-Attiyah i en Ford Fiesta S2000 i Rally Finland 2010.

För att få ned kostnaderna och få kortare tillverkningstid, använde sig rallybilarna från början av en växellåda från Sadev. Sadev var från början den enda tillåtna växellådstillverkaren för Super 2000-bilar, men Xtrac och Ricardo Consulting Engineers fick senare tillstånd. Detta för att öka konkurrensen och få ned priserna ytterligare.

### Super 2000-bilar som används
- Citroën DS3
- Fiat Grande Punto Abarth S2000
- Ford Fiesta S2000[3]
- Mini Countryman
- MG ZR
- Opel Corsa
- Peugeot 207 S2000
- Proton Satria Neo
- Škoda Fabia[4]
- Toyota Auris
- Toyota Corolla/RunX
- Volkswagen Polo S2000

### Serier
Serier som använder Super 2000-bilar:
- Australian Rally Championship
- Intercontinental Rally Challenge
- Italian Rally Championship
- South African Rally Championship
- Super 2000 World Rally Championship